# Coupe Dewar 1912
Navigation
Coupe Dewar 1911 Coupe Dewar 1913
La Coupe Dewar 1912 est la 14e édition de la Coupe Dewar.
Elle oppose sept clubs exclusivement parisiens en matchs à élimination directe. Le RC France remporte la finale face au Club français et gagne ainsi son quatrième titre dans la compétition.

## Compétition

### Premier tour
Le premier tour a lieu le 10 mars 1912. Seuls sept clubs s'inscrivent dans la compétition, dont seulement cinq des douze clubs de première série. Le Club français et le SC Amical se qualifient aisément. Le CA XIVe bat 4-0 le RC France, dont l'équipe, composée de remplaçants, semble « peu préoccupée par la compétition ». Pour une raison indéterminée, le Racing se qualifie tout de même sur tapis vert,.
| Premier tour | Club français | 5 – 0   | Stade français |  |  |
| 10 mars 1912 |               | (0 – 0) |                |  |  |

| Premier tour | SC Amical | 7 – 1 | GS Crédit lyonnais |  |
| 10 mars 1912 |           |       |                    |  |

| Premier tour | RC France | tapis vert | CA XIVe |  |
| 10 mars 1912 |           |            |         |  |

### Demi-finales
Les demi-finales ont lieu le 24 mars 1912. Comme le règlement l'autorise, les équipes peuvent aligner des joueurs d'autres clubs. Ainsi, le Racing fait appel à Schalbar tandis que Pierre Allemane joue avec le Sporting Club Amical contre son propre club.
| Demi-finale  | Club français | 3 – 0 | Paris UC |  |
| 24 mars 1912 |               |       |          |  |

| Demi-finale  | RC France | 4 – 2 | SC Amical |  |
| 24 mars 1912 |           |       |           |  |

### Finale
La finale a lieu le 14 avril 1912 au stade de Colombes entre le RC France et le Club français. Schalbar ouvre le score pour le Racing d'une tête à la suite d'une frappe de Bard repoussée par la barre transversale. Raoul Matthey marque un second but, également de la tête. Après la mi-temps, le Club bénéficie d'un pénalty transformé par Gaston Cyprès pour revenir dans la partie. Mais Grandjean, en voulant dégager, marque dans son propre but, d'un « superbe retourné », portant le score final à 3-1 en faveur du Racing,,.
| Finale                | RC France                            | 3 – 1   | Club français |                             |                             |
| 14 avril 1912 15 h 00 | Schalbar ? · Matthey ? · Grandjean ? | (2 – 0) | ? Cyprès      | Stade de Colombes, Colombes | Stade de Colombes, Colombes |